# Cayon
Cayon — miasto w Saint Kitts i Nevis; na wyspie Saint Kitts; 3 tys. mieszkańców (2006). Stolica parafii Saint Mary Cayon.